# Millam
Ne doit pas être confondu avec Milam.
Millam [milam] est une commune française située dans le département du Nord, en région Hauts-de-France.

## Géographie

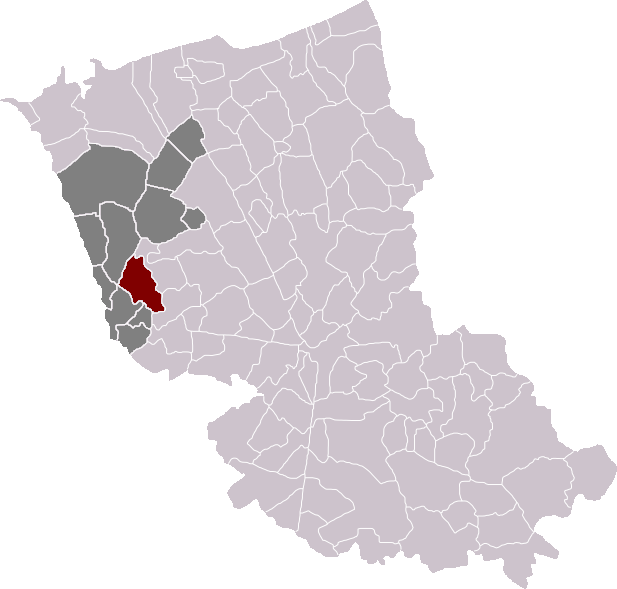
Millam dans son canton et son arrondissement.

### Communes limitrophes
| Cappelle-Brouck |              | Merckeghem      |
| Holque          | Millam       |                 |
| Watten          | Wulverdinghe | Volckerinckhove |

### Hydrographie

#### Réseau hydrographique
La commune est située dans le bassin Artois-Picardie. Elle est drainée par le canal de la Haute Colme, le watergang Boudyck, le watergang du Chemin Vert, l'Oleet, Lechtwater, la Chapelle Sainte-Mildrède, la Clinke Becque, le Courant de Sainte-Mildrède, le Grand berdyck, le ruisseau Tirintiété et le watergang Lecht Water,,.
Le canal de la Haute-Colme relie l'Aa à Watten au canal de Bergues et au canal de la Basse-Colme à Bergues. Il fait partie du canal de la Colme, et correspond à la partie occidentale, la seule encore accessible à la navigation fluviale. 

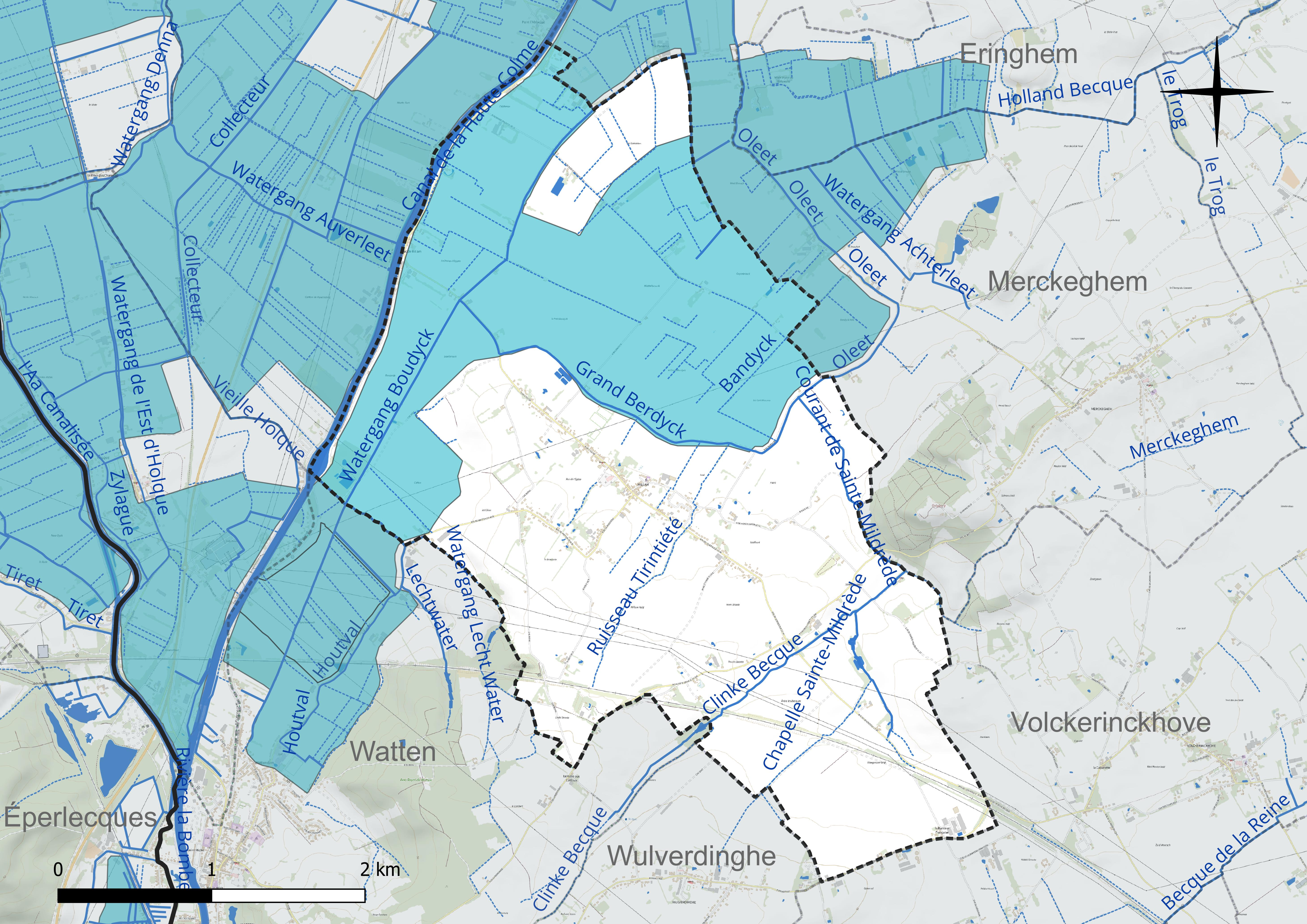
Réseau hydrographique de Millam.

#### Gestion et qualité des eaux
Le territoire communal est couvert par le schéma d'aménagement et de gestion des eaux (SAGE) « Delta de l'Aa ». Ce document de planification concerne un territoire de 1 208 km2 de superficie, délimité par le bassin versant de l'Aa. Le périmètre a été arrêté le 18 août 2000 et le SAGE proprement dit a été approuvé le 15 mars 2010. La structure porteuse de l'élaboration et de la mise en œuvre est l'Institution intercommunale des Wateringues. 
La qualité des cours d'eau peut être consultée sur un site dédié géré par les agences de l'eau et l'Agence française pour la biodiversité. 

### Climat
Pour des articles plus généraux, voir Climat des Hauts-de-France et Climat du Nord.
En 2010, le climat de la commune est de type climat océanique franc, selon une étude du CNRS s'appuyant sur une série de données couvrant la période 1971-2000. En 2020, Météo-France publie une typologie des climats de la France métropolitaine dans laquelle la commune est exposée à un climat océanique et est dans la région climatique  Côtes de la Manche orientale, caractérisée par un faible ensoleillement (1 550 h/an) ; forte humidité de l'air (plus de 20 h/jour avec humidité relative > 80 % en hiver), vents forts fréquents.
Pour la période 1971-2000, la température annuelle moyenne est de 10,5 °C, avec une amplitude thermique annuelle de 13,6 °C. Le cumul annuel moyen de précipitations est de 806 mm, avec 12,8 jours de précipitations en janvier et 8,2 jours en juillet. Pour la période 1991-2020, la température moyenne annuelle observée sur la station météorologique la plus proche, située sur la commune de Watten à 3 km à vol d'oiseau, est de 11,3 °C et le cumul annuel moyen de précipitations est de 822,8 mm,. Pour l'avenir, les paramètres climatiques de la commune estimés pour 2050 selon différents scénarios d'émission de gaz à effet de serre sont consultables sur un site dédié publié par Météo-France en novembre 2022.
| Mois                                  | jan.             | fév.           | mars           | avril           | mai             | juin           | jui.           | août           | sep.           | oct.            | nov.            | déc.             | année      |
| ------------------------------------- | ---------------- | -------------- | -------------- | --------------- | --------------- | -------------- | -------------- | -------------- | -------------- | --------------- | --------------- | ---------------- | ---------- |
| Température minimale moyenne (°C)     | 2                | 2              | 3,5            | 5,1             | 8,3             | 11,2           | 13,4           | 13,4           | 10,8           | 8,1             | 5               | 2,6              | 7,1        |
| Température moyenne (°C)              | 4,8              | 5,3            | 7,6            | 10,3            | 13,5            | 16,3           | 18,5           | 18,6           | 15,7           | 12,1            | 8,1             | 5,2              | 11,3       |
| Température maximale moyenne (°C)     | 7,6              | 8,5            | 11,7           | 15,5            | 18,6            | 21,3           | 23,7           | 23,8           | 20,7           | 16,1            | 11,1            | 7,9              | 15,5       |
| Record de froid (°C) date du record   | −19,3 14.01.1982 | −14,6 11.02.12 | −11 07.03.1971 | −4,6 02.04.1996 | −1,4 03.05.1981 | 1,1 02.06.1991 | 4,5 01.07.1984 | 4,7 28.08.1978 | 1,3 22.09.1997 | −6,8 29.10.1997 | −9,6 30.11.1978 | −13,8 29.12.1996 | −19,3 1982 |
| Record de chaleur (°C) date du record | 16,1 01.01.22    | 20 24.02.21    | 25,9 31.03.21  | 28,9 19.04.18   | 32,8 27.05.05   | 35,8 21.06.17  | 41,9 25.07.19  | 37 10.08.03    | 33,6 05.09.13  | 29,9 01.10.11   | 20,3 07.11.15   | 16,4 19.12.15    | 41,9 2019  |
| Précipitations (mm)                   | 69,5             | 57,8           | 50             | 43,9            | 56,4            | 58,8           | 67             | 72,9           | 71,9           | 83,9            | 97,3            | 93,4             | 822,8      |

## Urbanisme

### Typologie
Au 1er janvier 2024, Millam est catégorisée commune rurale à habitat dispersé, selon la nouvelle grille communale de densité à sept niveaux définie par l'Insee en 2022.
Elle est située hors unité urbaine. Par ailleurs la commune fait partie de l'aire d'attraction de Dunkerque, dont elle est une commune de la couronne,. Cette aire, qui regroupe 66 communes, est catégorisée dans les aires de 200 000 à moins de 700 000 habitants,.

### Occupation des sols
L'occupation des sols de la commune, telle qu'elle ressort de la base de données européenne d'occupation biophysique des sols Corine Land Cover (CLC), est marquée par l'importance des territoires agricoles (100 % en 2018), une proportion identique à celle de 1990 (100 %). La répartition détaillée en 2018 est la suivante : 
terres arables (97,6 %), zones agricoles hétérogènes (2,4 %). L'évolution de l'occupation des sols de la commune et de ses infrastructures peut être observée sur les différentes représentations cartographiques du territoire : la carte de Cassini (XVIIIe siècle), la carte d'état-major (1820-1866) et les cartes ou photos aériennes de l'IGN pour la période actuelle (1950 à aujourd'hui).

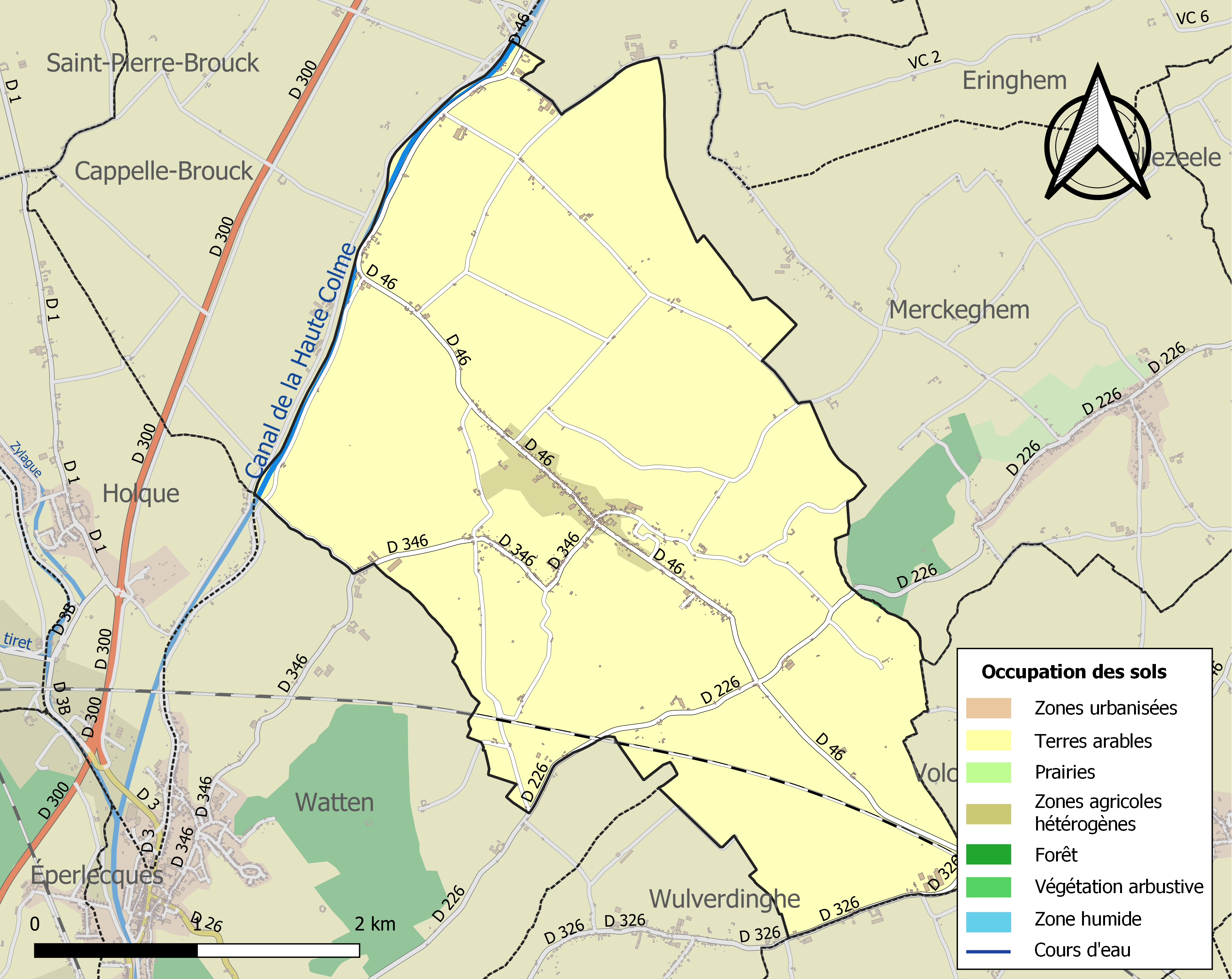
Carte des infrastructures et de l'occupation des sols de la commune en 2018 (CLC).

## Environnement
La commune abrite un terrain de dépôt (« TD 19 » de VNF) qui fait l'objet d'une gestion restauratoire en faveur de la biodiversité, avec le Conservatoire des sites du nord et du Pas-de-Calais. C'est le dernier refuge connu en Flandre de Hyla arborea (la rainette arboricole), une espèce d'amphibiens devenu rarissime dans cette région (très sensible aux insecticides et à la fragmentation écologique et pollution ou destruction des zones humides) ; cette espèce est très menacée dans cette région et elle est protégée. Merci de l'observer de loin et sans la déranger. Les mares de Millam accueillent aussi 19 espèces de libellule (inventaires tels que disponible en 2008, éventuellement incomplet, et environ 70 espèces d'oiseaux lors de leurs migration, ce qui fait de ce site un des noyaux importants des trames vertes locale et régionale, et plus particulièrement de la Trame bleue, telle que définie par le Grenelle de l'environnement et ses suites législatives.

## Toponymie
857 : Milhem.

## Histoire

### Période historique
Sainte Mildrède est arrivée à Millam d'Angleterre traversant la Manche puis les marais où se trouvait Millam. Une chapelle lui est consacrée.
Elle est réputée guérir les gens de la fièvre des marais. Cette chapelle est aujourd'hui privée et n'est que très difficilement visitable. Autrefois chaque année, une neuvaine lui était consacrée.
En 1085, Gérard, évêque de la Morinie (évêques de Thérouanne), déclare avoir donné à l'abbaye de Watten l'église de Millam et la chapelle de Merckeghem.
En 1115, le comte de Flandre Baudouin VII de Flandre donne le marais de Millam à l'abbaye Notre-Dame de Bourbourg.
Jusqu'à la Révolution française, Millam relevait de la châtellenie de Bourbourg. Le territoire de la paroisse, très étendue, mais en partie composé de marais ou terres basses, était partagé entre plusieurs seigneuries.
En 1244, Arnould III de Guînes, comte de Guînes, châtelain de Bourbourg, seigneur d'Ardres (seigneurs d'Ardres) confirme la donation qu'avait faite son oncle Arnould de ses terres de Millam, (probablement à l'abbaye de Watten). En 1245, le chevalier Henri de Formeselle, (sans doute Voormezele), déclare que son vassal Simon, curé de Zeggers-Cappel a, du consentement de son frère Guy, cédé contre 60 livres, la sixième partie de sa dîme de Millam à l'abbaye de Watten. En 1247, la comtesse de Flandre Marguerite de Constantinople déclare que Pierre et Gérard, fils du chevalier Jean de Bailleul, ont renoncé à leurs droits sur la dîme de Millam, au profit de l'abbaye de Watten. Ainsi, petit à petit, l'abbaye de Watten finit par récupérer l'intégralité de la dîme de Millam, (Jean de Bailleul et ses fils avaient des difficultés financières et avaient déjà dû céder, vingt ans plus tôt, leur dîme de Rubrouck, ce qui avait provoqué moult actes à ce sujet).
Le 25 octobre 1307, Élard de Sainghen, chevalier, seigneur de Milham, atteste que Jean, fils de Simon de la Grange a vendu à l'aumônerie de l'abbaye de Bourbourg une rente annuelle de 15 sous, assise sur des terres situées le long de la Colme.
En 1334, par acte passé devant Bernard de Ruic, notaire du diocèse de Thérouanne, Marie, femme d'Enguerrand de Braulo vend à l'abbaye de Bourbourg vingt mesures de terre (environ neuf hectares) situées à Milham avec le consentement de son mari. L'acte est daté de Saint-Omer et d'Éperlecques.
À la veille de Révolution, en 1750, l'église du village détient quelques terres, (d'une église à une autre, les situations sont très inégales) situées pour l'essentiel dans la paroisse. Ces biens sont administrés par un « conseil de la fabrique »; les terres sont louées et le produit de la location entre en recettes dans les comptes de l'église. L'église de Millam possède 27 mesures de terre, soit environ 12 hectares. Le curé a droit à la portion congrue, dont le montant augmente selon le nombre de vicaires. À côté, la table des pauvres de chaque paroisse détient également quelques terres destinées à aider les indigents, celle de Millam  possède 4 mesures de terre , soit environ 2 hectares.

### Légende de Zoé

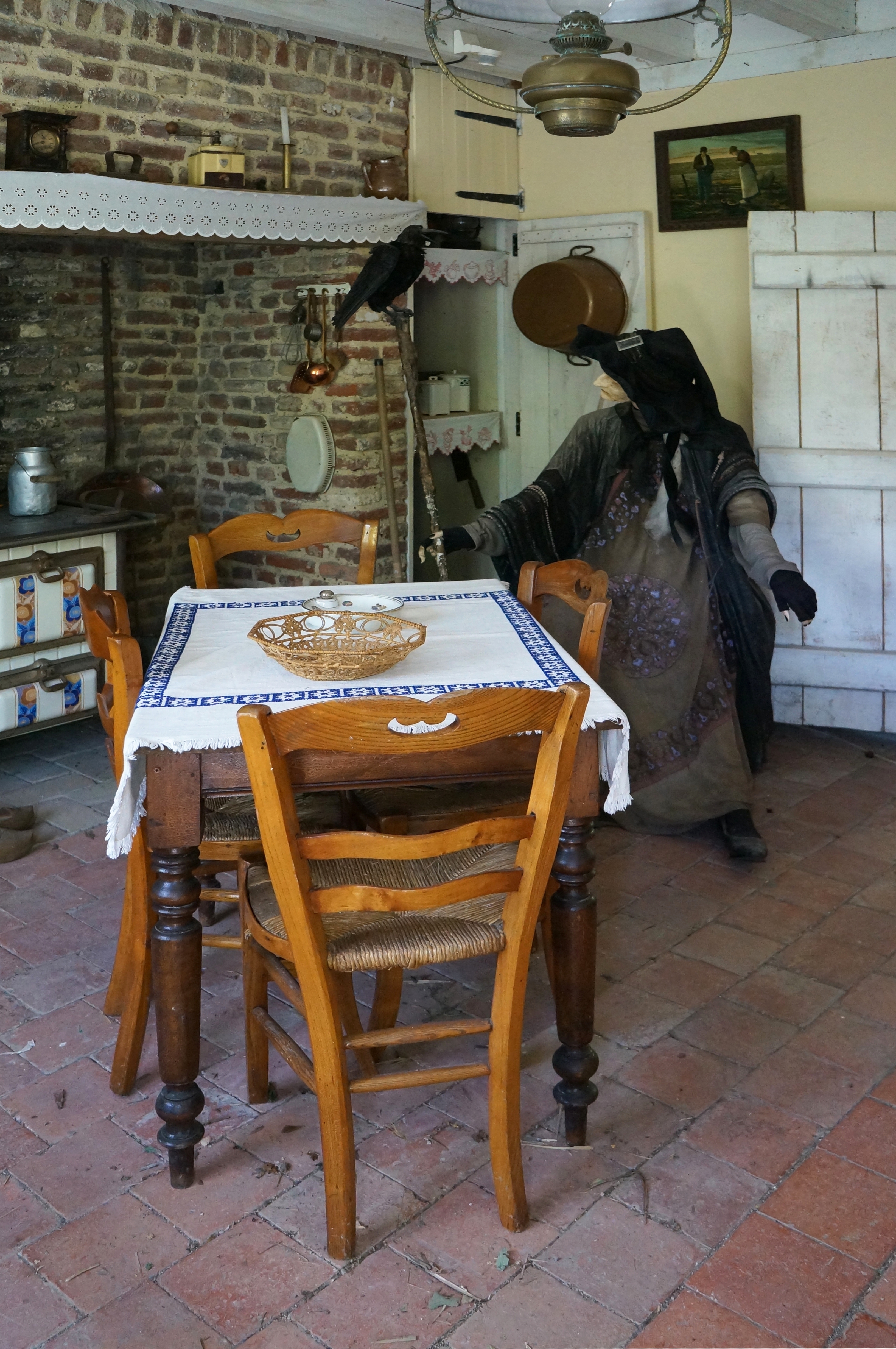
La chaumière reconstruite Villeneuve d'Ascq

La légende de Zoé, une guérisseuse vivant dans une chaumière d'ouvriers agricoles fin XIXe est l'objet d'une légende. Sortant de nuit pour récolter ses plantes, elle a obtenu la réputation de sorcière. Ainsi les habitants se signaient lors de son passage, un jour, un homme ne l'a pas fait et est tombé dans un marais et s'est noyé.

### Première Guerre mondiale(1914-1918)
En juin 1917, la commune a reçu 150 masques à gaz pour équiper la population civile, a priori seulement les autorités de la ville.

### Seconde Guerre mondiale(1939-1945)
Un des évènements qui a marqué la commune est la chute d'un avion abattu dans un champ de la commune.

## Héraldique
|  | Les armes de Millam se blasonnent ainsi :"De gueules au chef d'argent chargé de trois merlettes du champ." |

## Politique et administration
Maire de 1802 à 1807 : Louis Porteman,.
En 1854 le maire est Mr Moreau.
Maire en 1883 et de 1887 à 1891 : J. Vandenbavière.
Maire de 1891 à 1903 : Delgrange.
Maire de 1903 à 1912 : E. Dereudre.
Maire en 1912-1914 : E. Vanhaecke.

Maire de 1921 à 1954 : Gaston Persyn.
| Période                                  | Période   | Identité                                              | Étiquette | Qualité     |
| ---------------------------------------- | --------- | ----------------------------------------------------- | --------- | ----------- |
| 1892                                     |           | Delgrange                                             |           |             |
|                                          | 1919      | Emile Vanhaecke                                       |           |             |
| 1919                                     |           | Gaston Persyn                                         |           |             |
| 1955                                     | 1961      | André Luyssaert                                       | SE        | Agriculteur |
| 1961                                     | mars 1989 | Jacques Cooche                                        | SE        | Agriculteur |
| mars 1989                                | mars 2001 | Bernard Luyssaert                                     | SE        | Agriculteur |
| mars 2001                                | mars 2014 | Jean-Marie Burie                                      | SE        |             |
| 2014                                     | En cours  | Marie-Andrée Beckaert Réélue pour le mandat 2020-2026 |           |             |
| Les données manquantes sont à compléter. |           |                                                       |           |             |

## Population et société

### Démographie

#### Évolution démographique
L'évolution du nombre d'habitants est connue à travers les recensements de la population effectués dans la commune depuis 1793. Pour les communes de moins de 10 000 habitants, une enquête de recensement portant sur toute la population est réalisée tous les cinq ans, les populations de référence des années intermédiaires étant quant à elles estimées par interpolation ou extrapolation. Pour la commune, le premier recensement exhaustif entrant dans le cadre du nouveau dispositif a été réalisé en 2007.

En 2022, la commune comptait 843 habitants, en évolution de +4,2 % par rapport à 2016 (Nord : +0,51 %, France hors Mayotte : +2,11 %).
| 1793 | 1800 | 1806 | 1821 | 1831 | 1836 | 1841 | 1846 | 1851 |
| ---- | ---- | ---- | ---- | ---- | ---- | ---- | ---- | ---- |
| 825  | 737  | 794  | 834  | 801  | 825  | 858  | 874  | 894  |

| 1856 | 1861 | 1866 | 1872 | 1876 | 1881  | 1886 | 1891 | 1896  |
| ---- | ---- | ---- | ---- | ---- | ----- | ---- | ---- | ----- |
| 895  | 904  | 929  | 896  | 966  | 1 006 | 989  | 993  | 1 006 |

| 1901 | 1906 | 1911 | 1921 | 1926 | 1931 | 1936 | 1946 | 1954 |
| ---- | ---- | ---- | ---- | ---- | ---- | ---- | ---- | ---- |
| 997  | 935  | 922  | 876  | 830  | 807  | 798  | 820  | 694  |

| 1962 | 1968 | 1975 | 1982 | 1990 | 1999 | 2006 | 2007 | 2012 |
| ---- | ---- | ---- | ---- | ---- | ---- | ---- | ---- | ---- |
| 662  | 604  | 525  | 525  | 593  | 648  | 751  | 764  | 792  |

| 2017 | 2022 | - | - | - | - | - | - | - |
| ---- | ---- | - | - | - | - | - | - | - |
| 813  | 843  | - | - | - | - | - | - | - |

#### Pyramide des âges
La population de la commune est relativement jeune.
En 2018, le taux de personnes d'un âge inférieur à 30 ans s'élève à 39,2 %, soit en dessous de la moyenne départementale (39,5 %). À l'inverse, le taux de personnes d'âge supérieur à 60 ans est de 18,5 % la même année, alors qu'il est de 22,5 % au niveau départemental.
En 2018, la commune comptait 418 hommes pour 402 femmes, soit un taux de 50,98 % d'hommes, largement supérieur au taux départemental (48,23 %).
Les pyramides des âges de la commune et du département s'établissent comme suit.
| Hommes | Classe d’âge | Femmes |
| ------ | ------------ | ------ |
| 0,2    | 90 ou +      | 0,3    |
| 4,6    | 75-89 ans    | 7,3    |
| 14,1   | 60-74 ans    | 10,6   |
| 21,5   | 45-59 ans    | 22,8   |
| 20,0   | 30-44 ans    | 20,3   |
| 16,4   | 15-29 ans    | 18,0   |
| 23,1   | 0-14 ans     | 20,8   |

| Hommes | Classe d’âge | Femmes |
| ------ | ------------ | ------ |
| 0,5    | 90 ou +      | 1,4    |
| 5,3    | 75-89 ans    | 8,1    |
| 14,8   | 60-74 ans    | 16,2   |
| 19,1   | 45-59 ans    | 18,4   |
| 19,5   | 30-44 ans    | 18,7   |
| 20,7   | 15-29 ans    | 19,1   |
| 20,2   | 0-14 ans     | 18     |

## Lieux et monuments
- Église Saint Omer de Millam[49] au patrimoine ainsi que son orgue.
- Chapelle Sainte Mildrède.
- Oratoire sur la Départementale 46

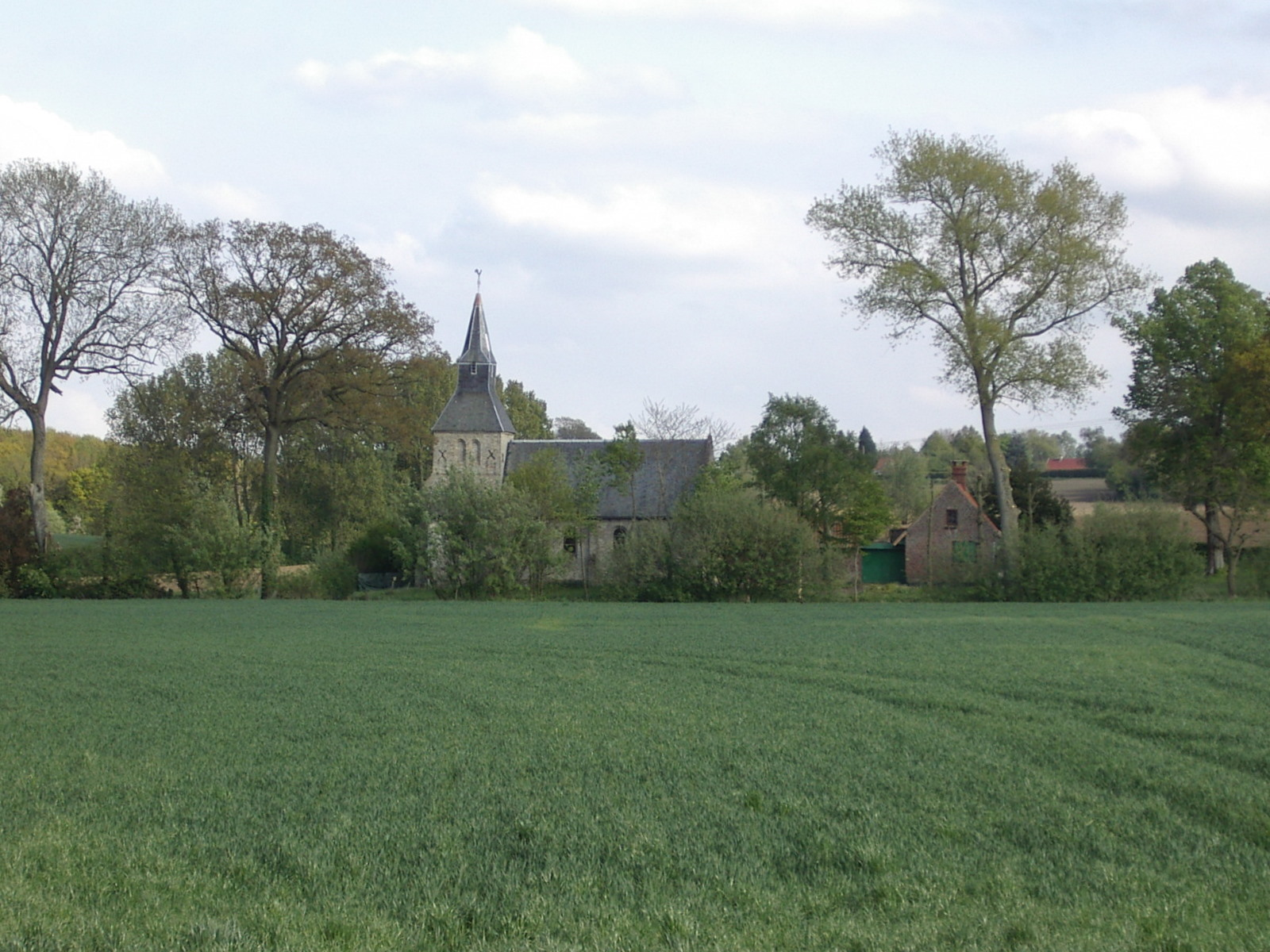
Chapelle Sainte Mildrède
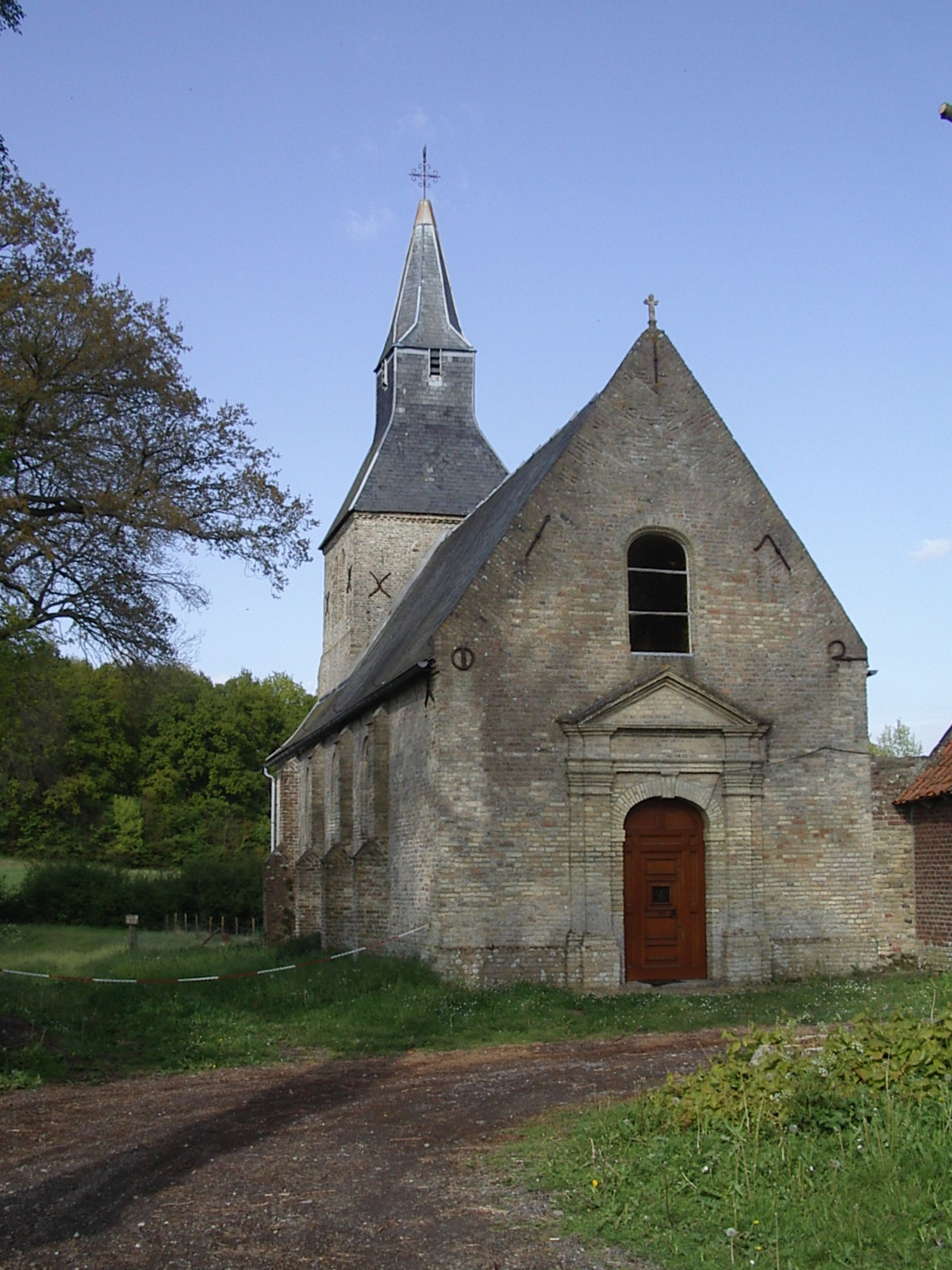
Chapelle Sainte Mildrède
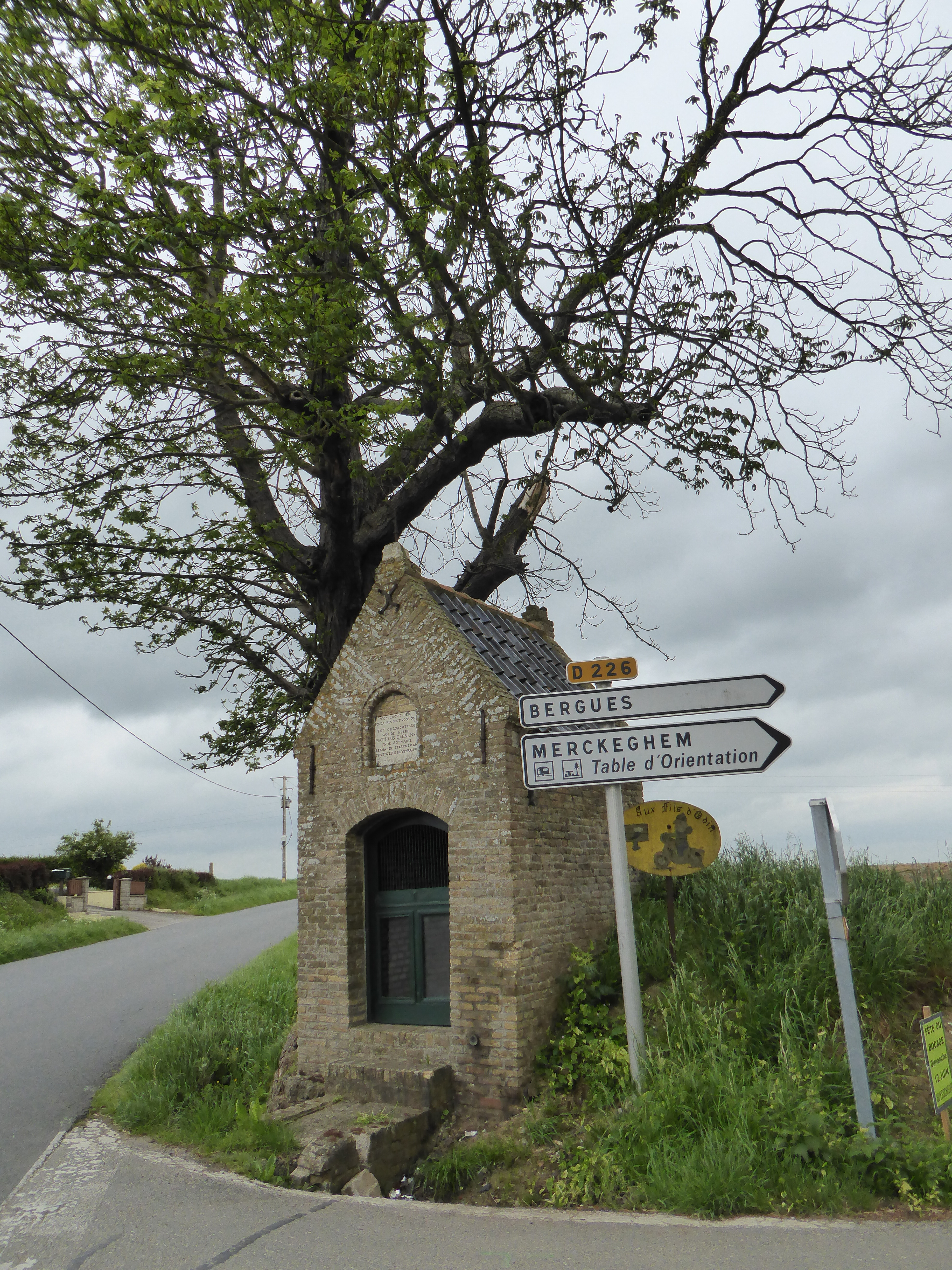
l'oratoire sur la D46

L'atelier : construction simple, longue et basse en pans de bois et torchis, témoin rare des activités des artisans avant l'ère industrielle
La chaumière : maison d'ouvriers agricoles, elle accueillait deux familles d'ouvriers séparées par la cheminée centrale. Le bâtiment est un témoin du patrimoine rural. Elle figure au musée de plein air avec une représentation de Zoé la sorcière.

## Pour approfondir